# Edzjmiatsin
Etjmiadzin (armeniska: Էջմիածին, Edzjmiatsin; Etjmiadzin återspeglar det västarmeniska uttalet) eller Vagharsjapat (officiellt men sällan använt namn) är en stad i provinsen Armavir i Armenien, omkring 20 km väster om Jerevan. Befolkningen uppgick till 57 300 invånare i början av 2009. Den är centrum för katholikosen över den armeniska apostoliska kyrkan. Stadens namn betyder "härstammande från den enfödde".
Idag har staden med fyra viktiga kyrkor (katedralen och kyrkorna Sankt Gajane, Sankta Hripsime och Sjoghakat). Tillsammans med ruinerna av katedralen i Zvartnots är de fyra kyrkorna i Etjmiadzin ett världsarv.

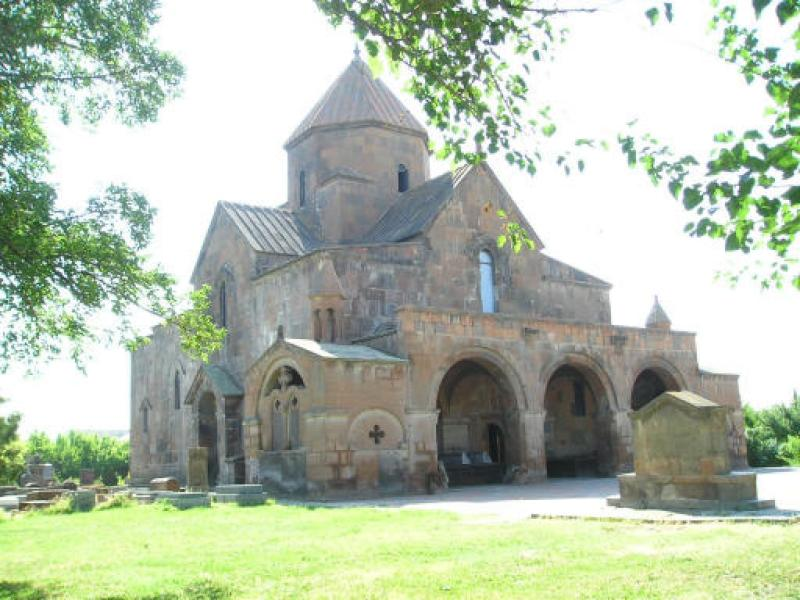
Sankt Gajane kyrka
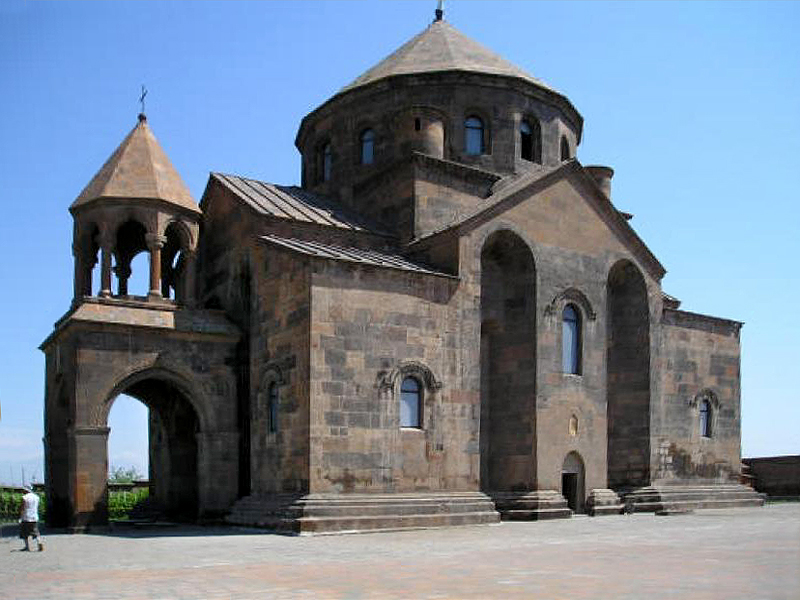
Sankta Hripsimes kyrka